# Lukuga
Lukuga – rzeka w Demokratycznej Republice Konga, prawy dopływ Lualaby. Ma długość ok. 350 km i sporadycznie jest jedynym odpływem jeziora Tanganika we wschodniej Afryce.

## Położenie
Lukuga zaczyna swój bieg w Kalemie, nad Jeziorem Tanganika. Przepływa przez szczelinę w górach, kieruje się na zachód przez prowincję Tanganika, następnie wpadają do niej Niemba (lewy dopływ), Luizi (lewy) i Lufwango (prawy). Przez co najmniej pierwsze sto kilometrów woda jest bardzo czysta. Następnie między Kabalo i Kongolo sama wpada do Lualaby. Zazwyczaj rzeka odpowiada za 18% strat wody z jeziora, a reszta wynika z parowania.

## Charakterystyka
Lukuga jest silniej zmineralizowana niż rzeki Lualaba i Luvua, ale jej niewielki zrzut ma niewielki wpływ na skład wody Lualuby, do której uchodzi. W rzece odkryto wiele endemicznych gatunków ryb. Łącznie z 6 miejscowości nad rzeką zebrano 77 gatunków, w tym były: pielęgnicowate, karpie, śledzie, okonie i mastacembelus. 
Lukuga jest bardzo interesująca dla hydrologów, ponieważ ilość wody, którą niesie z jeziora nie jest stała. Przepływ rzeki jest największy w maju, a najmniejszy w listopadzie, co odpowiada sezonowym wahaniom poziomu jeziora. Wzdłuż jej dopływów, na północ od Kalemie i Moluby, znajdują się złoża węgla o niskiej jakości.
Rzeka jest domem dla krokodyli i hipopotamów. W 2010 roku media informowały o ataku krokodyla na wycieczkę kajakarzy, w której zginął przewodnik. 

## Historia
Około roku 1871 David Livingstone zauważył wyrwę na wzgórzach, przez które przechodziła „Logumba”. Zasugerował wtedy, że rzeka może być ujściem jeziora Tanganika i że mogą dalej na północ istnieć inne ujścia jeziora. 
Verney Lovett Cameron w czasie swojej podróży przez Afrykę, ze wschodu na zachód dotarł do rzeki w punkcie, w którym opuszcza jezioro, w maju 1874. Potwierdził, że jest to jedyne ujście jeziora Tanganika, ale nie znalazł przewodnika, który towarzyszyłby mu w dół rzeki, aby sprawdzić, dokąd rzeka uchodzi. W roku 1876 dotarł tutaj Henry Morton Stanley.  